# 渡辺信
渡辺 信（わたなべ まこと、天保11年2月1日（1840年3月4日） - 明治44年（1911年）12月13日）は、明治時代の素封家、政治家、実業家、蔵書家。号は青洲（せいしゅう）。市川大門村（現在の市川三郷町）の自宅内に青洲文庫という私立図書館を設立した。

## 来歴
甲斐国島上条村（現・甲斐市島上条）の小田切五郎右衛門の三男、小田切五三郎として生まれる。万延元年（1860年）、甲斐国西八代郡市川大門村の豪農・豪商渡辺寿の次女ふじのの婿養子となり、名を信（まこと）に改める。1871年（明治4年）家督を相続する。
1877年（明治10年）、甲州葡萄の主要生産地である八代郡祝村（甲州市勝沼町）で、雨宮広光を社長として大日本山梨葡萄酒会社が発足し、渡辺は藤村紫朗・栗原信近・若尾逸平・初鹿野市右衛門らとともに株主の一人となっている。1878年（明治11年）、山梨県庁の殖産興業政策に応じ、綿糸紡績業興業のため、巨摩郡穴山村（韮崎市）の栗原信近、巨摩郡円野村（韮崎市）の内藤朝政らを中心に農産社の設立が企図され、渡辺も加賀美嘉兵衛・内藤伝右衛門・大木喬命らとともに発起人に加わっている。農産社は甲府に本社を置き、市川大門村に洋式紡績工場である市川紡績所を設立する。のちに、市川紡績所の経営は松方デフレによる農村不況の影響を受けて破綻し、1886年（明治19年）に渡辺が経営を引き継ぎ、渡辺紡績所となった。1891年（明治24年）、小田切謙明・根津嘉一郎（初代）・佐竹作太郎らとともに鉄道期成同盟会を結成し、官設鉄道誘致の運動を行った。
1900年（明治33年）、青州文庫を設立する。1911年、逝去。

## 青洲文庫
青洲文庫は渡辺寿（桃廼舎）、信（青洲）、沢次郎（春英）の渡辺家三代に渡る蔵書の文庫である。青洲の岳父渡辺寿は国文学関係の書籍を、渡辺信は漢籍関係の書籍を、青洲の息子である渡辺沢次郎は浮世草子、草双紙、洒落本などを集めた。1906年には、蔵書目録『青州文庫古板書目』が刊行された。1924年、関東大震災で多くの蔵書を焼失した東京帝国大学に譲渡され、貴重な古典籍資料群となった。
2020年に開校した山梨県立青洲高等学校の校名は、青洲文庫が由来とされている。

## 親族
- 実父 小田切五郎右衛門
- 義父 渡辺寿
- 長男 渡辺沢次郎
- 三男 渡辺陸三
- 親族 富岡敬明